# H-II Transfer Vehicle
H-II Transfer Vehicle (HTV), také Kónotori, (japonsky: こうのとり, "orientální čáp" nebo "bílý čáp") je nákladní kosmická loď Japonské kosmické agentury (JAXA) určená k bezpilotnímu zásobování Mezinárodní vesmírné stanice (ISS). Stejně jako americké nákladní lodi Cygnus a první generace Dragonů společnosti SpaceX byly i HTV k ISS připojovány pomocí robotického manipulátoru ovládaného posádkou stanice. Celkem 9 kusů HTV k ISS zavítalo v letech 2009 – 2020.

## Historie programu
Japonská kosmická agentura JAXA začala loď vyvíjet, aby naplnila japonský závazek ve sdíleném programu dopravy zásob na ISS. První koncept lodi vznikl v roce 1996 a práce na předběžných návrzích byly zahájeny koncem roku 1997. Podle původního harmonogramu měl první let proběhnout v roce 2002, ale po opakovaných odkladech se první start uskutečnil až 10. září 2009. V polovině roku 2020 se pak uskutečnil poslední let řady HTV s tím, že bude v roce 2022 následován novou řadou modernizovaných lodí označovaných HTV-X.

## Popis lodi

Zleva: hermetický segment, nehermetický segment, avionický modul a pohonný modul.

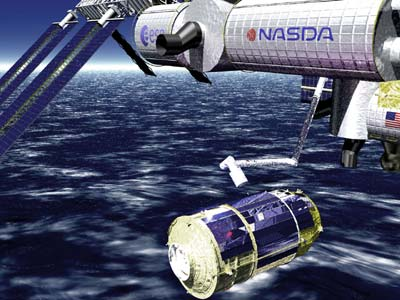
H-II Transfer Vehicle

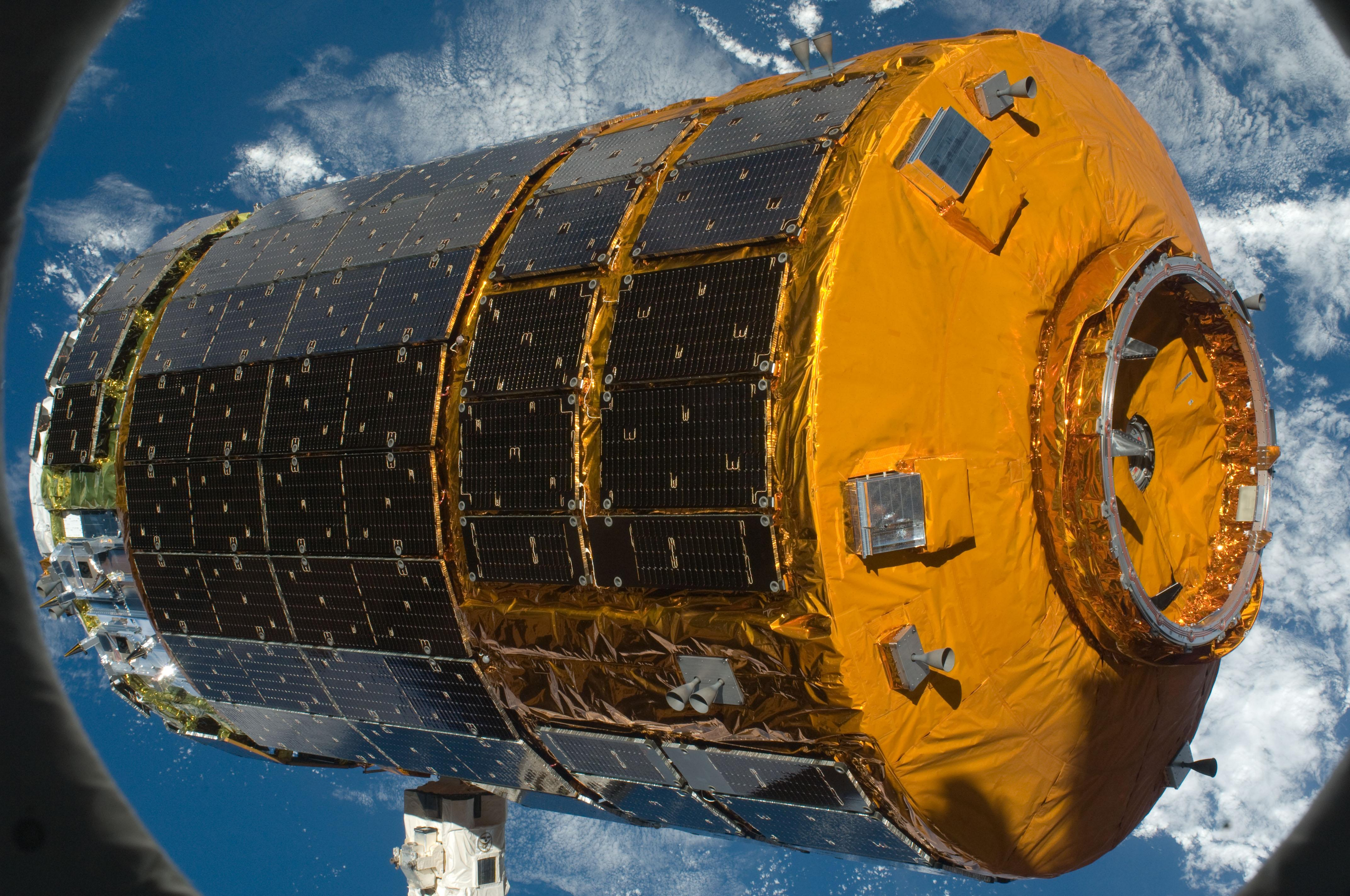
Nákladní kosmická loď HTV-1

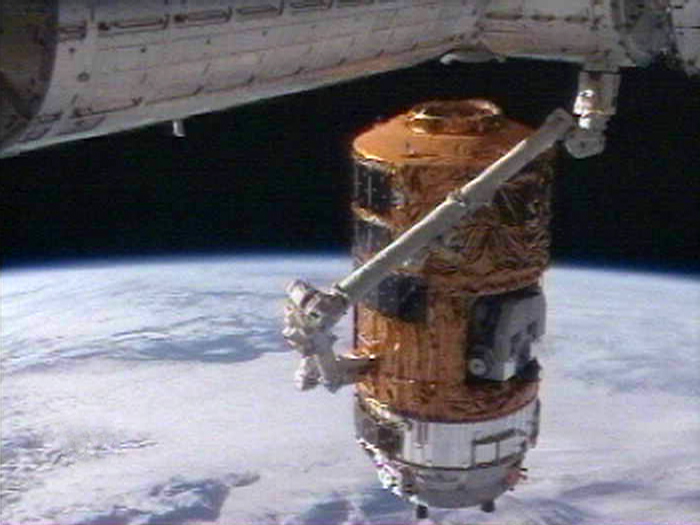
HTV-1 před připojením k modulu Harmony

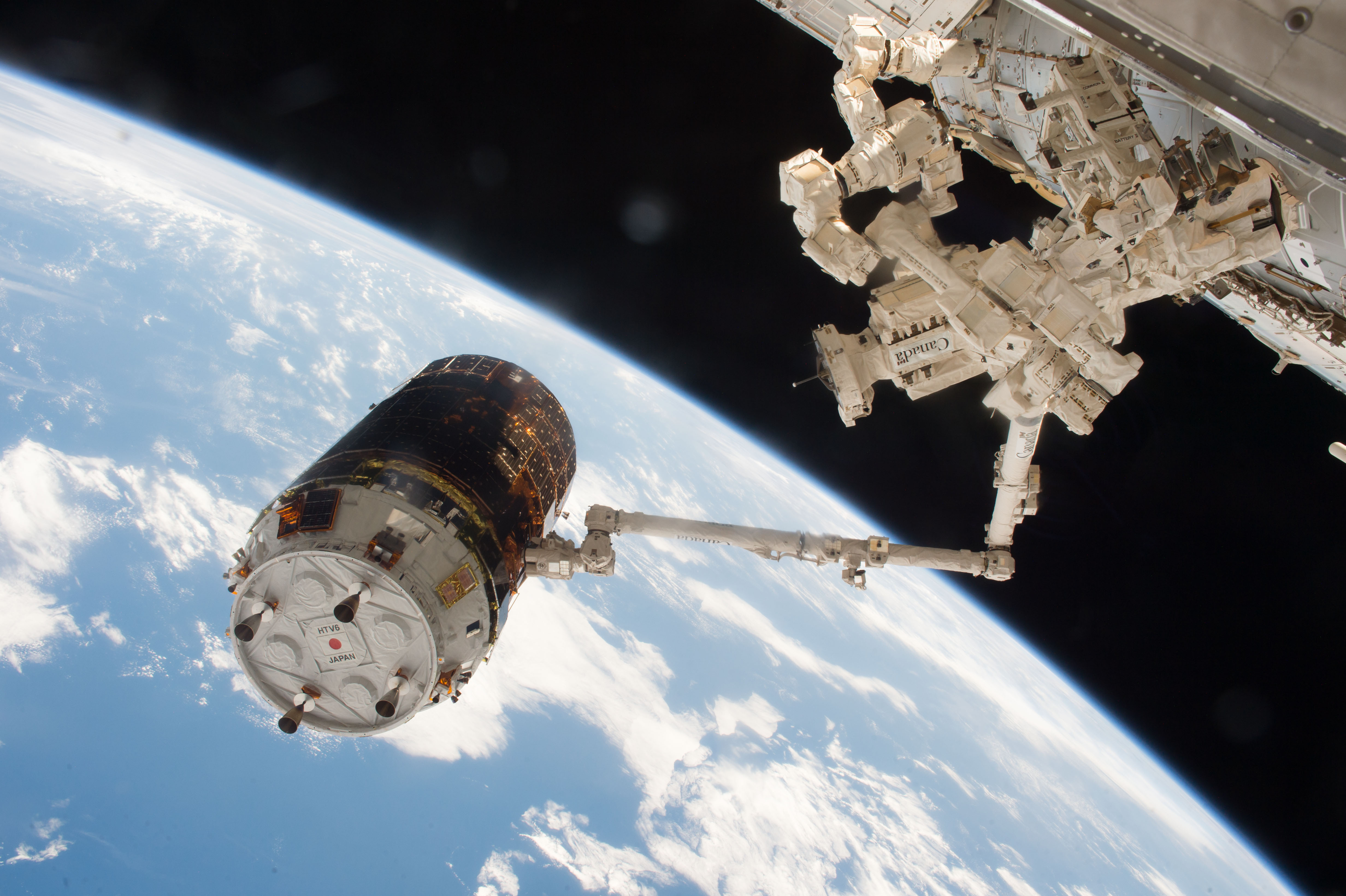
Zachycení HTV-6 ramenem Canadarm2 při příletu k ISS

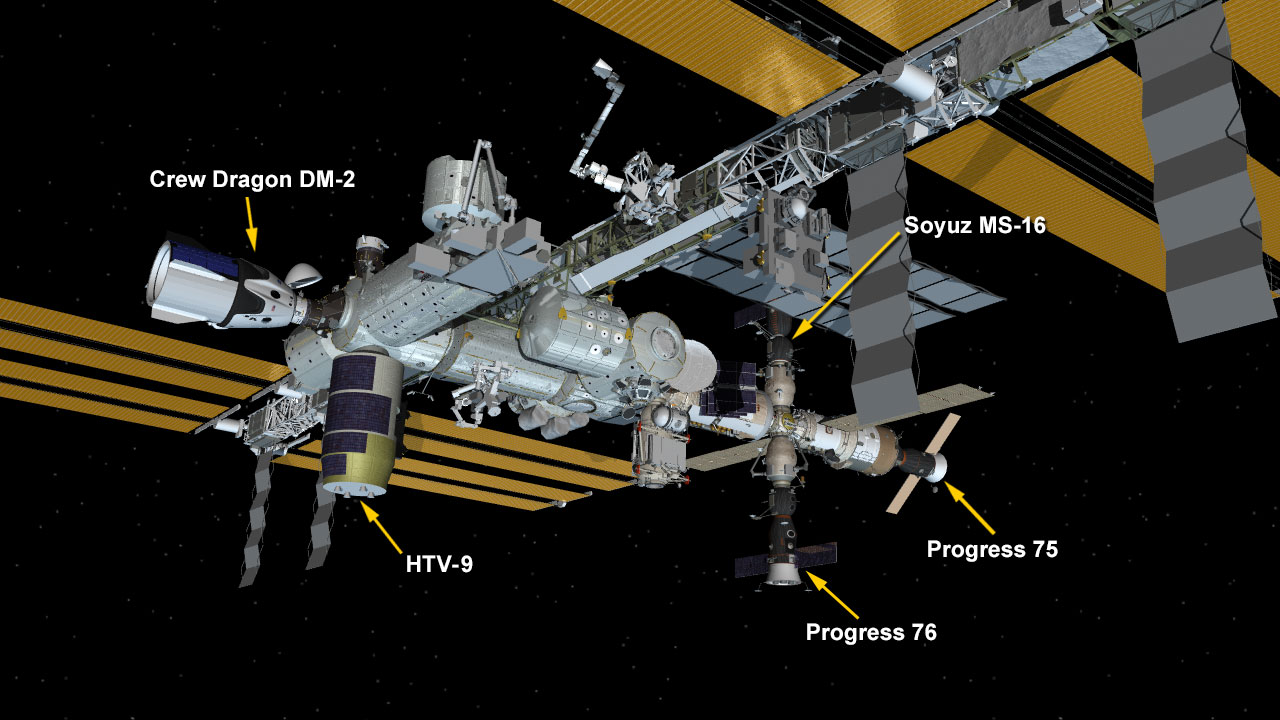
HTV-9 s ostatními kosmickými loděmi připojenými k ISS 23. července 2020; ruské Progressy jsou popsány číslováním NASA (75 je MS-14 a 76 je MS-15)

Nákladní loď HTV měla délku 10,0 metru a průměr 4,4 metru. Bez nákladu vážila 10,5 tuny. Neměla systém automatického spojení, a proto byla po přiblížení k ISS na vzdálenost zhruba 10 metrů uchopena pomocí kanadské robotické ruky (Canadarm2), obsluhované posádkou ISS, poté přitažena ke stanici a připojena ke spodnímu uzlu modulu Harmony.
Loď HTV se skládala ze tří základních částí. V zadním pohonném modulu byly kromě nádrží na celkem 2 400 kg pohonných hmot také čtyři hlavní motory pro přílet k ISS a brzdící manévr před vstupem do atmosféry. Kromě nich měla loď celkem 28 menších motorů pro přesné přiblížení. Následoval avionický modul obsahující elektronické vybavení pro řízení navádění, napájení a zpracování telekomunikačních dat. Přední částí, zahrnující většinu lodi, pak tvořil nákladní úsek. Ten se měl podle původních plánů skládat z jednoho nebo dvou segmentů, z nichž jeden nebo oba mohly být hermetické. Záměrem této modulární konstrukce bylo umožni použití různých konfigurací, které by odpovídaly různým požadavkům na jednotlivé mise. Pro snížení nákladů na vývoj však bylo později rozhodnuto létat pouze ve smíšené konfiguraci jednoho hermetického a jednoho nehermetického segmentu.
Hermetický segment mohl pojmout až 4,5 tuny nákladu, včetně nádrže pro 300 kg vody. Kromě stykovacího uzlu pro přímý přístup z ISS byl vybaven druhým uzlem pro vykládku lodi v nestandardní situaci. Nehermetický segment mohl nést až 1,5 tuny nákladu a byl delší a lehčí než segment hermetický. Celková maximální kapacita pro náklad dosahovala 6 000 kg, což bylo více než dvojnásobek kapacity ruských lodí Progress.
Zdrojem energie byly sluneční baterie na povrchu lodi. Stejně jako ostatní jednorázové zásobovací lodě pro ISS (Progress, Cygnus a ATV) byly také HTV po vyložení nákladu postupně zaplňovány odpadem ze stanice a po odpojení shořely v atmosféře Země.

## Seznam vypuštěných HTV
Všech devět lodí HTV bylo vyneseno nosnou raketou H-IIB z japonského kosmodromu Tanegašima.
|       | Datum a čas vypuštění (UTC) | Datum a čas připojení (UTC) | Datum a čas odpojení (UTC) | Datum a čas zániku (UTC)                               | Doba mise / připojení k ISS | Hmotnost nákladu |                                        |
| ----- | --------------------------- | --------------------------- | -------------------------- | ------------------------------------------------------ | --------------------------- | ---------------- | -------------------------------------- |
| HTV-1 | 10. září 2009, 17:01:46     | 17. září 2009, 22:27        | 30. října 2009, 15:00      | 1. listopadu 2009, 21:26                               | 52 / 43 dní                 | 4 500            | Kategorie „HTV-1“ na Wikimedia Commons |
| HTV-2 | 22. ledna 2011, 05:37:57    | 27. ledna 2011, 15:45       | 28. března 2011, 13:29     | 30. března 2011, 03:09                                 | 67 / 60 dní                 | 5 300            | Kategorie „HTV-2“ na Wikimedia Commons |
| HTV-3 | 21. července 2012, 02:06:18 | 27. července 2012, 15:22    | 12. září 2012, 11:50       | 14. září 2012, 05:27                                   | 55 / 46 dní                 | 4 600            | Kategorie „HTV-3“ na Wikimedia Commons |
| HTV-4 | 3. srpna 2013, 19:48:46     | 9. srpna 2013, 15:38        | 4. září 2013, 12:07        | 7. září 2013, 06:37                                    | 35 / 26 dní                 | 5 400            | Kategorie „HTV-4“ na Wikimedia Commons |
| HTV-5 | 19. srpna 2015, 11:50:49    | 24. srpna 2015, 14:58       | 28. září 2015, 11:12       | 29. září 2015, 20:33                                   | 41 / 35 dní                 | 6 057            | Kategorie „HTV-5“ na Wikimedia Commons |
| HTV-6 | 9. prosince 2016, 13:26:47  | 13. prosince 2016, 13:57    | 27. ledna 2017, 10:59      | 5. února 2017, 15:06                                   | 58 / 44 dní                 | 5 900            | Kategorie „HTV-6“ na Wikimedia Commons |
| HTV-7 | 22. září 2018, 17:52:27     | 27. září 2018, 15:15        | 7. listopadu 2018, 11:32   | 10. listopadu 2018, 21:38 (přistání kapsle HRSC 22:04) | 49 / 41 dní                 | 6 200            | Kategorie „HTV-7“ na Wikimedia Commons |
| HTV-8 | 24. září 2019, 16:05:05     | 28. září 2019, 14:09        | 1. listopadu 2019, 13:45   | 3. listopadu 2019, 02:09                               | 40 / 34 dní                 | 5 400            | Kategorie „HTV-8“ na Wikimedia Commons |
| HTV-9 | 20. května 2020, 17:31:00   | 25. května 2020, 14:46      | 18. srpna 2020, 13:51      | 20. srpna 2020, 07:07                                  | 92 / 85 dní                 | 6 200            | Kategorie „HTV-9“ na Wikimedia Commons |

## Popisy letů HTV
Všech devět lodí HTV bylo vyneseno nosnou raketou H-IIB z japonského kosmodromu Tanegašima.

### HTV-1
Kosmická loď HTV-1 odstartovala 10. září 2009 v 17:01:46 UTC. Po 10 minutách a 15 sekundách letu se od kosmické lodi oddělil druhý stupeň rakety a HTV-1 se vydala na samostatnou cestu směrem k Mezinárodní vesmírné stanici. Po postupném přibližování se 17. září 2009 dostala k ISS na vzdálenost 10 m. V 19:51 UT byla nákladní loď zachycena staničním manipulátorem, který zevnitř stanice ovládala astronautka Nicole Stottová. Ve 22:27 UTC byla HTV-1 připojena na spodní port modulu Harmony a pevně zajištěna. Následovala kontrola hermetičnosti spoje a propojení elektrických a datových obvodů.
Na palubě loď dopravila přibližně 4,5 tuny zásob, vybavení a náhradních dílů. Po vyložení nákladu byla HTV-1 naplněna odpadem, 30. října 2009 v 15:00 UTC odpojena od stanice pomocí robotické ruky Canadarm2 (SSRMS) a z ní uvolněna v 17:38 UTC, aby 1. listopadu 2009 ve 21:26 UTC vstoupila do hustých vrstev atmosféry a zanikla.

### HTV-2
Po dvoudenním odkladu z původně plánovaného termínu kvůli špatné předpovědi počasí odstartovala druhá japonská nákladní loď řady HTV k Mezinárodní vesmírné stanici 22. ledna 2011. Úspěšný start proběhl v 5:37:57 UTC, v 5:52 UTC byla loď navedena na výchozí oběžnou dráhu. Po provedení kontrol řídících systémů začala HTV-2 korigovat svou dráhu a přibližovat se k ISS. 27. ledna 2011 již letěly oba objekty ve formaci ve vzdálenosti 250 m a po vydání souhlasu řídícího střediska se závěrečným přiblížením se vzdálenost mezi stanicí a HTV snížila na 10 m. V 11:41 UTC zachytila astronautka Catherine Colemanová nákladní modul pomocí robotického manipulátoru SSRMS. Řízení manipulátoru převzal italský astronaut Paolo Nespoli a připojil HTV-2 v 15.45 UTC ke spodnímu stykovacímu uzlu modulu Harmony. Všechny nezbytné kroky pro spojení byly dokončeny ve 18:34 UTC a po kontrolách hermetičnosti byly otevřeny průlezy mezi stanicí a nákladní lodí, posádka ISS začala vykládat dovezený materiál.
HTV-2 dopravila na Mezinárodní vesmírnou stanici celkem 5 300 kg materiálu, z toho 4 000 kg v hermetizovaném prostoru. Polovinu nákladu v hermetizované části tvořily náhradní systémové komponenty, čtvrtinu potraviny a desetinu materiál pro vědecké experimenty, ve zbytku byl různý materiál posádku a také 280 kg vody. Posádka ISS odpojila HTV-2 od stanice pomocí robotické ruky 28. března 2011 v 13:29 UTC a v 15:46 UTC ji uvolnila. Loď se do zemské atmosféry vrátila po třech orbitálních manévrech 30. března v 03:09 UTC.

### HTV-3
Třetí let HTV odstartoval 21. července 2012 v 02:06:18 UTC. Loď dosáhla oběžné dráhy a oddělila se od druhého stupně nosné rakety 14 minut a 53 sekund po startu. Po fázi postupných úprav dráhy se přiblížila k ISS a 27. července ve 12:23 UTC byla ve vzdálenosti 9 metrů zachycena robotickým ramenem, které ovládal astronaut Joseph Acaba. Připojení ke spodnímu portu modulu Harmony se uskutečnilo v 15:22 UTC. HTV-3 byla oproti předchozím letům vybavena jinými motory, upraveným komunikačním systémem a prošla dalšími drobnými změnami.
Na ISS bylo dopraveno zhruba 4 600 kg nákladu, z toho 3 500 v hermetizované části lodi. Více než polovinu nákladu pod tlakem tvořilo systémové vybavení, např. náhradní součásti technologie ISS k výměně za poškozené díly. Pětina nákladu připadla na vědecké experimenty včetně pěti Cubesatů nebo high-tech akvária Aquatic Habitat, dalších 15 % zabraly potraviny.
K odpojení HTV-3 od ISS došlo kvůli změnám v programu činností na stanici o 6 dní později oproti původnímu plánu, 12. září 2012. HTV-3 byla odpojena od modulu Harmony v 11:50 UTC a v 15:50 uvolněna z robotického manipulátoru. Po příslušných manévrech vstoupila do atmosféry a zanikla 14. září v 05:27 UTC.

### HTV-4
HTV-4 odstartovala 3. srpna 2013 v 19:48:46 UTC a do formace s ISS se zařadila o necelých šest dní později, 9. srpna. Astronautka Karen Nybergová pomocí robotického ramene Canadarm2 zachytila loď v 11:22 UTC v desetimetrové vzdálenosti od stanice a v 15:38 UTC manévr dokončila připojením HTV-4 ke kotevnímu mechanismu spodního portu modulu Harmony.
Loď na ISS doručila 5 400 kg nákladu. V hermetizované sekci bylo zhruba 3 900 kg nákladu – vzorky a vybavení pro vědecké experimenty, kamera v rozlišení 4K (vůbec první, která se kdy do vesmíru dostala), 4 cubesaty a potraviny včetně 480 litrů vody. Zvláštností byl japonský robotický astronaut Kirobo, vyvinutý Tokijskou universitou, který na ISS přiletěl, aby dělal společnost kosmonautovi Kóiči Wakatovi. Náklad v nehermetizované sekci měl zhruba 1 500 kg a byla v něm venkovní zařízení potřebná pro provoz stanice a paleta se zařízením pro vědecké programy.
Kosmonautka Karen Nybergová prostřednictvím ramene Canadarm2 odpojila HTV-4 od stanice 4. září 2013 ve 12:07 UTC a v 16:20 UTC ho uvolnila. Loď pak po třech brzdících manévrech zanikla 7. září 2013 v 06:37 UTC.

### HTV-5
Další loď se do vesmíru vydala až s dvouletým odstupem, 19. srpna 2015 v 11:50:49 UTC, po dvou odloženích o jeden, resp. dva dny kvůli špatné předpovědi počasí. Po přiblížení dostal Kimija Jui jako první japonský astronaut na ISS možnost ovládat robotické rameno stanice při příletu lodi HTV. K zachycení došlo 24. srpna v 10:29 UTC a k připojení k modulu Harmony v 14:58 UTC.
Na HTV-5 bylo oproti předchozím misím provedeno několik změn. Mimo jiné byl snížen počet solárních panelů na povrchu lodi na 49 kusů (oproti 57 na HTV-1 a HTV-2, 56 na HTV-3 a 55 na HTV-4) – analýza dat z předchozích misí totiž ukázala, že postačuje menší počet panelů. Vylepšení nákladních vaků umožnilo zvýšit kapacitu (maximálně 242 kusů oproti předchozím 230) a zvýšit počet nákladních vaků doplňovaných co nejpozději před startem (pozdní náklady, maximálně 92 oproti předchozím 80 vakům).
Původně měla HTV-5 vynést na ISS přibližně 5,5 tuny nákladu, z toho z 4 500 kg v hermetizované sekci a 1 000 kg v nehermetizované. Kvůli selhání rakety při startu mise SpaceX CRS-7 však bylo přidáno dalších 200 kg jako pozdní náklad. Celková hmotnost nákladu tak činila 6 057 kg. Sekce pod tlakem obsahovala pitnou vodu (600 litrů), potraviny, osobní materiál pro posádku, různé součásti pro systém stanice, vybavení pro vědecké experimenty a několik CubeSatů.
Posádka pomocí robotického ramene odpojila loď od stanice 28. září 2015 v 11:12 UTC, k uvolnění od ramene došlo v 16:53 UTC. Loď přitom obsahovala až 6 tun odpadu a již nepotřebných výzkumných přístrojů s prošlou životností. Po brzdících manévrech HTV-5 vstoupila do atmosféry a zanikla 29. září 2015 v 20:33 UTC.

### HTV-6
Po odkladu z původně vyhlášeného termínu startu (30. září 2016) kvůli zjištěné netěsnosti potrubí v nosné raketě HII-B oďstartovala šestá loď HTV až 9. prosince 2016 v 13:26:47 UTC a po čtyřech dnech postupného přibližování k ISS byla 13. prosince v 10.39 UTC (podle NASA v 10:37 UTC) zachycena robotickou rukou Canadarm 2, kterou ovládal astronaut Robert Kimbrough. K připojení k obvyklému spodnímu uzlu modulu Harmony došlo téhož dne ve 13:57 UTC.
Oproti předchozí lodi se dále snížil počet solárních panelů (na 48 z předchozích 49) a současně počet primárních baterií (z 5 na 6 u předchozích lodí). HTV-6 nesla 5 900 kg nákladu, z toho 3 900 kg v hermetizované sekci. V prostoru pod tlakem bylo 600 litrů pitné vody, čerstvé japonské potraviny a další zboží pro posádku, řada přístrojů a dalšího technického vybavení včetně HDTV kamery a nového zařízení pro zachytávání oxidu uhličitého z atmosféry v ISS, a sedm CubeSatů. Klíčovou položkou v nehermetizované sekci bylo 6 japonských lithium-iontových baterií jako náhrada 12 z celkem 48 nikl-vodíkových baterií využívaných v elektrickém systému ISS k uchovávání elektrické energie vyrobené solárními panely. HTV-6 pak 9 z 12 nahrazených starých baterií ze stanice odvezla spolu s dalším nepotřebným materiálem a odpady o celkové hmotnosti 6 000 kg.
Loď byla s pomocí robotické ruky odpojena od spojovacího uzlu 27. ledna 2017 v 10:59 UTC a po umístění do vzdálenosti zhruba 10 metrů od stanice byla z robotické ruky uvolněna v 15:45 UTC. Během následujícího týdne pak loď provedla testovací sekvenci 700 metrů dlouhého elektromagnetického postroje v rámci projektu KITE (Kounotori Integrated Tether Experiment) zaměřeného na vytvoření technologie odstraňování kosmického odpadu z oběžné dráhy. Po celkem třech orbitálních manévrech HTV-6 vstoupila 5. února 2017 v 15:06 UTC do atmosféry, kde zanikla.

### HTV-7
Původně plánovaný start lodi 10. září 2018 byl opakovaně odložen kvůli špatné předpovědi počasí na pozemní sledovací stanici na ostrově Guam a také kvůli zjištěnému problému v odvzdušňovacím ventilu kyslíkové nádrže druhého stupně nosné rakety HII-B. Nakonec se odehrál 22. září 2018 v 17:52:27 UTC. HTV-7 se po třech orbitálních manévrech dostala do blízkosti Mezinárodní vesmírné stanice, kde ji 27. září v 11:36 UTC zachytil dálkový manipulátor Canadarm ovládaný zevnitř ISS astronautem Andrew Feustelem, a v 15:15 UTC ji připojil je spodnímu uzlu modulu Harmony.
Na lodi se dále snížil počet baterií (na 5 ze 6 použitých u předchozího letu), hlavní změnou ale bylo integrování malé návratové kapsle pod označením HSRC. Ta se svou funkcí podobala návratovým kapslím VBK-Raduga, které byly v letech 1990 – 1994 celkem desetkrát použity při letech lodí Progress M ke kosmické stanici Mir. Účelem kapsle HRSC o průměru 84 cm, výšce 66 cm a hmotnosti necelých 180 kg bylo vyzkoušet dopravu omezeného množství (20 kg, v případě nutného chlazení jen 5 kg) vědeckého materiálu na Zemi. Některé biologické vzorky vyrobené v prostředí mikrogravitace na ISS se totiž snadno znehodnotí, a proto je žádoucí jejich rychlé doručení na Zemi bez čekání na nejbližší odlet některé z lodí, které nezaniknou v atmosféře, ale vrátí se na Zemi. Kapsle byla vynesena v hermetizované části HTV-7. Před odpojením lodi od stanice byla její dvojitá, vakuově izolovaná schránka naplněna vzorky, a později při návratu pozemní řídicí středisko dálkově uvolnilo kapsli od lodi po posledním brzdicím manévru, ve výšce zhruba 300 km nad zemí. Kapsle tak letěla souběžně s lodí, ale protože na rozdíl od ní byla vybavena tepelným štítem, přežila průlet atmosférou bez poškození a po sestupu na padáku mohla být vyzvednuta z moře. Za účelem jejího vyzvednutí bylo změněno místo vstupu lodi (a kapsle) do atmosféry, aby případné zbytky zaniklé lodi a kapsle HSRC dopadly do severozápadní části Tichého oceánu, poblíž ostrova Minami Torišima (Marcus Island), východně od Boninských ostrovů a Severních Marian. Předchozí mise končily v jižní části Tichého oceánu.
Kromě kapsle HRSC vynesla HTV-7 k ISS v hermetizované sekci čerstvé potraviny a vybavení na podporu životních funkcí posádky a pro vědecké účely, a dále tři CubeSaty. V nehermetizované části bylo na ISS dopraveno dalších 6 lithium-iontových baterií, a to za stejným účelem jako v předchozím letu. Celková hmotnost nákladu činila 6 200 kg, z toho 4 300 v hermetizované sekci.
Odpojení lodi od modulu Harmony bylo s pomocí robotického ramene provedeno 7. listopadu 2018 v 11:32 UTC a po přenesení lodi do bezpečné vzdálenosti od stanice byla z ramene uvolněna v 16:50 UTC. Loď poté absolvovala tři brzdící manévry, po kterých 10. listopadu 2018 v 21:38 UTC vstoupila do atmosféry a zanikla. Kapsle HRSC po průletu atmosférou v pořádku přistála na mořské hladině ve 22:04 UTC.

### HTV-8
Také osmá loď HTV odstartovala se dvěma odklady. První byl způsoben požárem na odpalovací rampě tři a čtvrt hodiny před plánovaným startem 10. září 2019 v 21:33:29 UTC. Po modifikaci mobilní vypouštěcí platformy za účelem potlačení vlivu statické elektřiny byl naplánován další termín – 23. září v 16:30 UTC. Kvůli odhalení rizika, že by se 2. stupeň nosné rakety HII-B mohl ohrozit Sojuz MS-15, který měl k ISS odstartovat 25. září, však bylo vypuštěnít HTV-8 ještě o den odloženo. Loď tak vzlétla 24. září 2019 v 16:05:05 UTC a po obvyklých manévrech 28. září doputovala k ISS. Robotická ruka Canadarm, ovládaná zevnitř stanice astronautkou Christinou Kochovou, loď zachytila v 11:13 UTC a připojila ji ke spodnímu uzlu modulu Harmony ve 14:09 UTC.
Hlavní změnou oproti předchozím letům byly nové rámy pro uchycení nákladu (tzv. racky), které byly vyvinuty pro navazující model lodi HTV-X a umožnily umístění o 30 % většího počtu standardizovaných nákladních vaků do hermetizovaného prostoru lodi (316 oproti 248 u předchozích letů). Loď vynesla k ISS 5 400 kg nákladu. Z toho 3 500 kg v hermetizované sekci zahrnovalo materiál pro experimenty agentury JAXA, několik položek pro zásobovací systém stanice, včetně nové nádrže na vodu a nádrže pro systém doplňování kyslíku a dusíku do atmosféry stanice, 3 CubeSaty a čerstvé potraviny. V nehermetizovaném nosiči pak loď vynesla – podobně jako HTV-6 a HTV-7 – dalších šest lithium-iontových baterií pro výměnu stávajících nikl-vodíkových baterií elektrického systému ISS. .
HTV-8 byla 1. listopadu ve 13:45 UTC od stanice odpojena pomocí robotické ruky a z ní uvolněna v 17:20 UT. Po obvyklých manévrech vstoupila 3. listopadu kolem 2:09 UTC do atmosféry a zanikla.

### HTV-9
Devátá a poslední loď typu HTV 20. května 2020 v 17:31:00 UTC. Současně šlo o devátý a poslední start rakety HII-B. Po přibližovacích manévrech byla loď zachycena robotickou rukou Canadarm 25. května 2020 ve 12:13 UTC a ve 14:46 UTC připojena k spodnímu stykovacímu uzlu modulu Harmony. Robotickou ruku obsluhoval astronaut Christopher Cassidy. Při přibližování lodi bylo poprvé v historii video, které pořizovala kamera na HTV-9, přenášeno na ISS pomocí bezdrátové sítě WLAN. Komunikace mezi lodí a stanicí byla navázána už ve vzdálenosti 600 metrů. Přenos videa byl znovu vyzkoušen i při odletu HTV-9.
Na palubě lodi bylo celkem 6 200 kg nákladu, z toho 4 300 kg v hermetizované 1 900 kg v neheretizované sekci. Kromě potravin a zboží pro posádku ho tvořila řada technických zařízení a vybavení pro vědecké experimenty i pro provoz stanice. V nehermetizovaném prostoru pak byla vynesena poslední šestice lithium-iontových akumulátorů k náhradě dosluhujících nikl-vodíkových baterií. Celý proces výměny 48 původních za 24 nových baterii trval tři a půl roku od prosince 2016 a lodi HTV-6, 7, 8 a 9 se do něj zapojily nejen vynesením nových akumulátorů do vesmíru, ale také odvozem odpojených a již nepotřebných článků, které s loděmi shořely v atmosféře, pouze poslední paleta s 12 bateriemi byla od stanice směrem k atmosféře odhozena pomocí robotické ruky Canadarm 11. března 2021, předpokládá se, že shoří v atmosféře dvou až čtyř let. Výměna baterií si vyžádala celkem 11 výstupů do volného prostoru, z nichž poslední podnikli astronauti Christopher Cassidy a Robert Behnken 17. července 2020.
Robotická ruka odpojila HTV-9 od stanice 18. srpna 2020 ve 13:51 UTC a uvolnila ji v 17:37 UTC. Loď pak vstoupila do atmosféry 20. srpna v 7:07 UTC a zanikla.

## Nástupce
Agentura JAXA započala nejpozději v roce 2015 pracovat na přípravě nástupce HTV, který dostal označení HTV-X. Připravovaná loď bude upravená a modernizovaná se záměrem zvýšit přepravní kapacitu, snížit hmotnost a výrobní náklady a zkrátit dobu přípravy lodi na start. Nosičem HTV-X bude raketa H3. Podle současných plánů se počítá s prvním demonstračním letem HTV-X1 v únoru 2022.